# اوگو فرناندس
اوگو فرناندس (اسپانیایی: Hugo Fernández‎; ۲ فوریهٔ ۱۹۴۵ – ۱ اوت ۲۰۲۲) بازیکن و مربی فوتبال اهل اروگوئه بود.
از باشگاه‌هایی که در آن بازی کرده‌است می‌توان به باشگاه فوتبال جیمناسیا لاپلاتا، باشگاه فوتبال پوئبلا، باشگاه فوتبال پنیارول، باشگاه فوتبال اطلس، باشگاه فوتبال ناسیونال (اروگوئه)، باشگاه فوتبال سرو، باشگاه ورزشی تنریف، و باشگاه ورزشی دفنسور اشاره کرد.